# ニューメキシコ州の旗
ニューメキシコ州の旗（ニューメキシコしゅうのはた）は、アメリカ合衆国ニューメキシコ州の州旗。黄の地色にジアの赤い太陽のシンボルで構成される。この2つの色は赤と黄色のブルゴーニュ十字旗に由来し、トラスタマラ朝のイサベル1世と、彼女の名の下に探検をしたコンキスタドールを讃えている（ブルゴーニュ十字旗は、当時のスペインの軍旗であった）。

## 概観

?ブルゴーニュ十字旗は新世界でのスペイン副王領の旗として使われた。ニューメキシコ州の旗はイサベル1世にちなんでよく似た色を使っている。
?1912年から1925年までの旗

ニューメキシコ州は1912年に準州から州に昇格したが、当初は公式な州旗がなかった。1915年にサンフランシスコ万国博覧会が開かれたのとちょうど同時期に、サンディエゴでパナマ・カリフォルニア博覧会が開催された。会場にはアメリカ合衆国のすべての州旗を掲げた展示会場があったが、ニューメキシコ州は掲げる旗がなかったため、州都サンタフェの市長ラルフ・エマーソン・トゥイッチェルがデザインした旗を非公式な州旗として掲げた。「トゥイッチェルの旗」と呼ばれた旗は青地の旗の左上に合衆国旗を置き、残りの部分に銀色で「ニューメキシコ」という州名を、右上に「47」という数字（47番目の州であることから）を、右下に州章を置いただけのものであった。
1920年、婦人団体の「アメリカ革命の娘たち」は、ニューメキシコ州に独特の歴史的遺産や文化を反映した現代的でユニークな旗をデザインするよう呼びかけた。1923年に開催された新しい州旗をデザインするコンテストで、ニューメキシコ州サンタフェのハリー・メラ博士が勝った。メラは考古学者で、19世紀にジア・プエブロで発見されたジアの太陽のシンボルに精通していた。シンボルには4つの神聖な意味がある。4は人生の周期をシンボル化した神聖な数とされ、4つの風、4つの季節、4つの方向、そして4つの神聖な義務をあらわす。円は4つの要素を4つ同時に結びつける。彼の勝利したデザインは、今日州が使用している旗となっている。「I salute the flag of the State of New Mexico and the Zia symbol of perfect friendship among united cultures」という挨拶の言葉は、かつてはニューメキシコの公立学校で合衆国の忠誠の誓いの後に復唱されていた。

## 註
1. ↑  History of the New Mexico flag